# Ненад Кръстич
Ненад Кръстич е бивш сръбски баскетболист, център. Бивш капитан на сръбския национален отбор.

## Кариера
Започва кариерата си в Партизан. През 2004 г. преминава в отбора от НБА Ню Джърси Нетс. През 2005 г. е избран във втория най-добър отбор на новобранците в асоциацията. На следващия сезон записва 80 мача, всиките като титуляр. През 2008 г. играе за половин година в Триумф Люберци, като изиграва 7 мача в Евролигата. След това се завръща в САЩ, играеки за Оклахома Сити Тъндър. За „гръмотевиците“ сърбинът е един от титулярните баскетболисти и в началото на 2011 г. преминава в гранда Бостън Селтикс, за който записва 24 мача. От лятото на 2011 г. е играч на ПБК ЦСКА Москва, като договорът му е за 2 сезона. През месец ноември е избран за играч на месеца в Евролигата. Помага на отбора да достигне финал на Евролигата и да спечели титлата и Обединената ВТБ лига.